# 圣莱热迪热讷泰
圣莱热迪热讷泰（法語：Saint-Léger-du-Gennetey，法語發音：[sɛ̃ leʒe dy ʒɛntɛ]）是法国厄尔省的一个市镇，属于贝尔奈区。

## 地理
圣莱热迪热讷泰（49°17'5"N, 0°44'55"E）面积3.27 平方千米，位于法国诺曼底大区厄尔省，该省份为法国北部内陆省份，北起滨海塞纳省，西接奧恩省和卡爾瓦多斯省，南至厄尔-卢瓦省，东临瓦兹省、瓦兹河谷省和伊夫林省。
与圣莱热迪热讷泰接壤的市镇（或旧市镇、城区）包括：泰努维尔、瓦斯克勒维尔、布瓦塞勒沙泰勒、博讷维尔-阿普托、埃卡克隆。

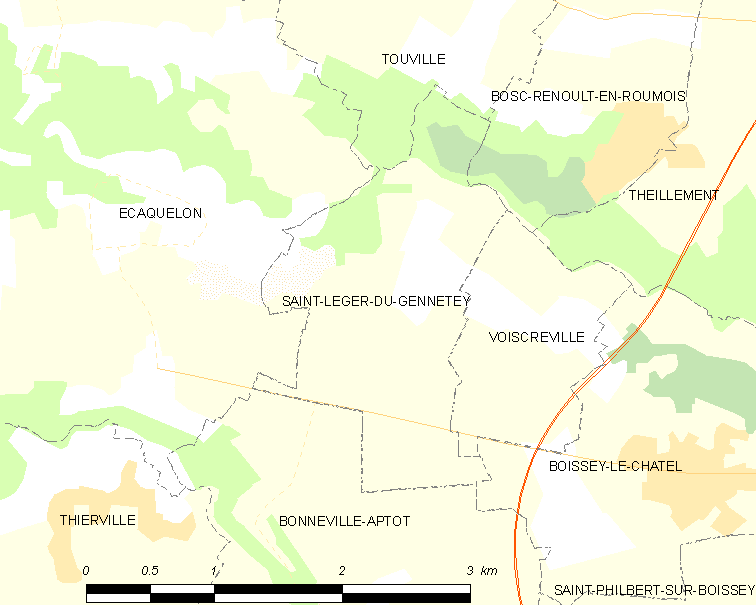
圣莱热迪热讷泰的OSM定位图

圣莱热迪热讷泰的时区为UTC+01:00、UTC+02:00（夏令时）。

## 行政
圣莱热迪热讷泰的邮政编码为27520，INSEE市镇编码为27558。

## 政治
圣莱热迪热讷泰所属的省级选区为大布特鲁尔德县。

## 人口

1962-2008年间圣莱热迪热讷泰人口变化图示

圣莱热迪热讷泰于2022年1月1日时的人口数量为170人。